# David-Alexis de Tholosé
Pour les articles homonymes, voir Tholosé.
David Alexis de Tholosé, né le 20 février 1736 à Castelnaudary (Aude), mort le 12 juillet 1802 à Saint-Domingue, est un général français de la Révolution et de l’Empire.

## États de service
Il entre en service le 26 janvier 1758, comme sous-lieutenant élève à l’école d’artillerie de La Fère, il devient lieutenant en second à l’École royale du génie de Mézières le 4 septembre 1758. Il est nommé ingénieur le 1er janvier 1760, et capitaine le 30 décembre 1769. Il commande le génie de la place de Bouchain de 1777 à 1789. Il est fait chevalier de Saint-Louis le 30 janvier 1785.
Il est élevé au grade de lieutenant-colonel le 1er avril 1791, à Douai, et le 24 décembre suivant, il devient directeur par intérim  des fortifications à Lille. Le 7 février 1792, il passe à l’armée du Nord et le 8 mars 1793, il est nommé chef de brigade, directeur du génie à Valenciennes. Le 23 mai 1793, il est chargé de la défense de la ville lors du siège de celle-ci et il est promu général de brigade provisoire le 11 juin 1793, par les représentants en mission Cochon et Briez. Il est arrêté le 7 août 1793.
Libéré de prison le 5 août 1794, il prend les fonctions de directeur des fortifications à Besançon le 4 septembre 1794 et il est confirmé dans son grade de général de brigade le 17 octobre suivant. Le 24 avril 1795, il occupe les mêmes fonctions à Arras, et le 13 juin 1795, il devient inspecteur général des fortifications, poste qu’il occupe jusqu’au 21 janvier 1801. Entretemps, il occupera aussi la fonction de membre du comité central des fortifications le 14 novembre 1795, puis le 19 avril 1800, celle de directeur des fortifications à Lille.
Le 12 mai 1802, il est désigné pour rejoindre le corps expéditionnaire français à Saint-Domingue, et il prend le commandement du Génie le 8 juillet 1802.
Il meurt de la fièvre jaune le 12 juillet 1802.

### Vie et famille
- Fils de Jean-Paul Tholosé, avocat au Parlement de Toulouse et de Françoise Bousat
- époux de Félicité Waudru d'Urne de Molans
- père de Henri-Alexis de Tholosé commandant de l'École polytechnique

## Sources
- (en) « Generals Who Served in the French Army during the Period 1789 - 1814: Eberle to Exelmans »
- Thierry Pouliquen, « Les généraux français et étrangers ayant servis [sic] dans la Grande Armée » (consulté le 5 mars 2015)
- Arthur Chuquet, Ordres et apostilles de Napoléon (1799-1815), paris, librairie ancienne Honoré Champion, 1911, p. 48
- Charles Théodore Beauvais et Vincent Parisot, Victoires, conquêtes, revers et guerres civiles des Français, depuis les Gaulois jusqu’en 1792, tome 26, C.L.F Panckoucke, janvier 1822, 414 p. (lire en ligne), p. 212.
- Pamphile vicomte de Lacroix, La Révolution de Haïti, 1819, p. 509
- (pl) « Napoléon.org.pl »
- Georges Six, Dictionnaire biographique des généraux & amiraux français de la Révolution et de l'Empire (1792-1814), Paris : Librairie G. Saffroy, 1934, 2 vol., p. 496